# Euphorbia perrieri
Euphorbia perrieri es una especie fanerógama perteneciente a la familia de las euforbiáceas. Es endémica de Madagascar en la Provincia de Mahajanga.

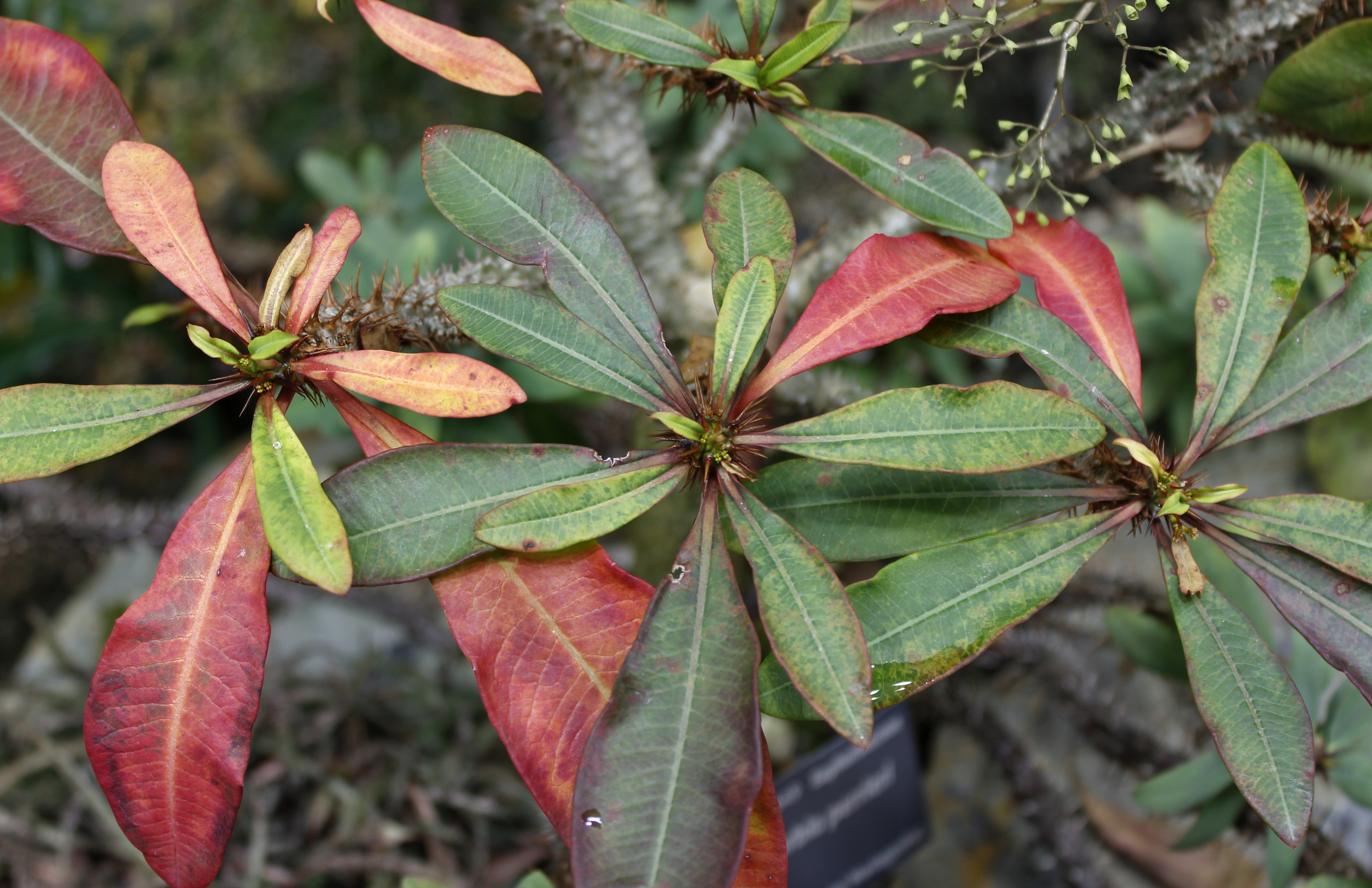
Vista de la planta

## Hábitat
Su hábitat natural son los bosques secos tropicales y subtropicales. Está amenazada por la pérdida de hábitat.

## Descripción
Es una planta suculenta arbustiva  con las inflorescencias en ciatios.

## Taxonomía
Euphorbia perrieri fue descrita por Emmanuel Drake del Castillo y publicado en Bulletin du Muséum d'Histoire Naturelle 5: 308. 1899.
Etimología
Euphorbia: nombre genérico que deriva del médico griego del rey Juba II de Mauritania (52 a 50 a. C. - 23), Euphorbus, en su honor – o en alusión a su gran vientre –  ya que usaba médicamente Euphorbia resinifera. En 1753 Carlos Linneo asignó el nombre a todo el género.
perrieri: epíteto otorgado en honor del botánico francés Eugène Henri Perrier de la Bâthie (1873 - 1958), quien residió y trabajó en Madagascar, estudiando su flora.
Variedades
- Euphorbia perrieri var. elongata Denis 1921
- Euphorbia perrieri var. perrieri